# 火腿雞蛋包
火腿雞蛋包是一種香港很常見的咸味麵包，又常被稱為「腿蛋包」，被認為是三文治的一種，但不是用白麵包夾著餡料，其包身較類似餐包。

## 概要
雖然火腿雞蛋包的餡料類似火腿雞蛋三明治，都是以火腿和雞蛋作為餡料，但製作火腿雞蛋包的方式就主要有兩種。第一種方法猶如做三明治，在烘烤好的咸味餐包側面切出開口，再把火腿和煎好的雞蛋放入麵包。另一種方法是在麵包烘焙前，便把火腿和做成塊狀的雞蛋捲入麵團內，並和麵團一起在烤箱烘烤。
火腿雞蛋包在香港大部分麵包店都有供應，甚至在一些茶餐廳也有出售。由於製作方法較為簡單，所以與其他有餡料的麵包相比售價較為低廉，加了火腿和雞蛋的麵包也讓人感到較為充實，因而受到大眾市民歡迎，作為早餐或下午茶點，然而火腿雞蛋包的卡路里不算低，一個已相當於一碗白飯。

## 其他圖片
以下是其他地區找到的三文治及麵包，可見與火腿雞蛋包的分別：

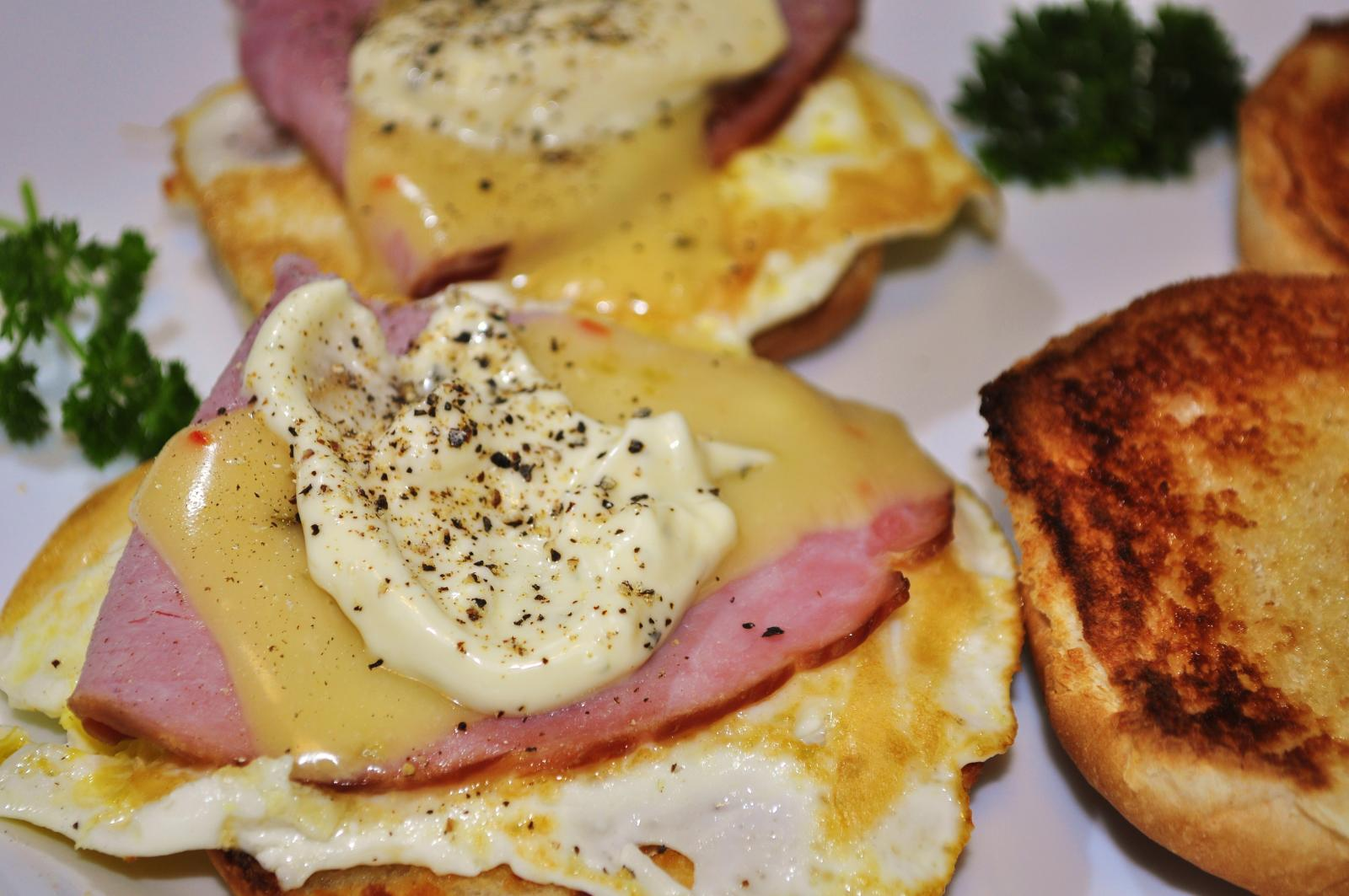
火腿、蛋、芝士三文治
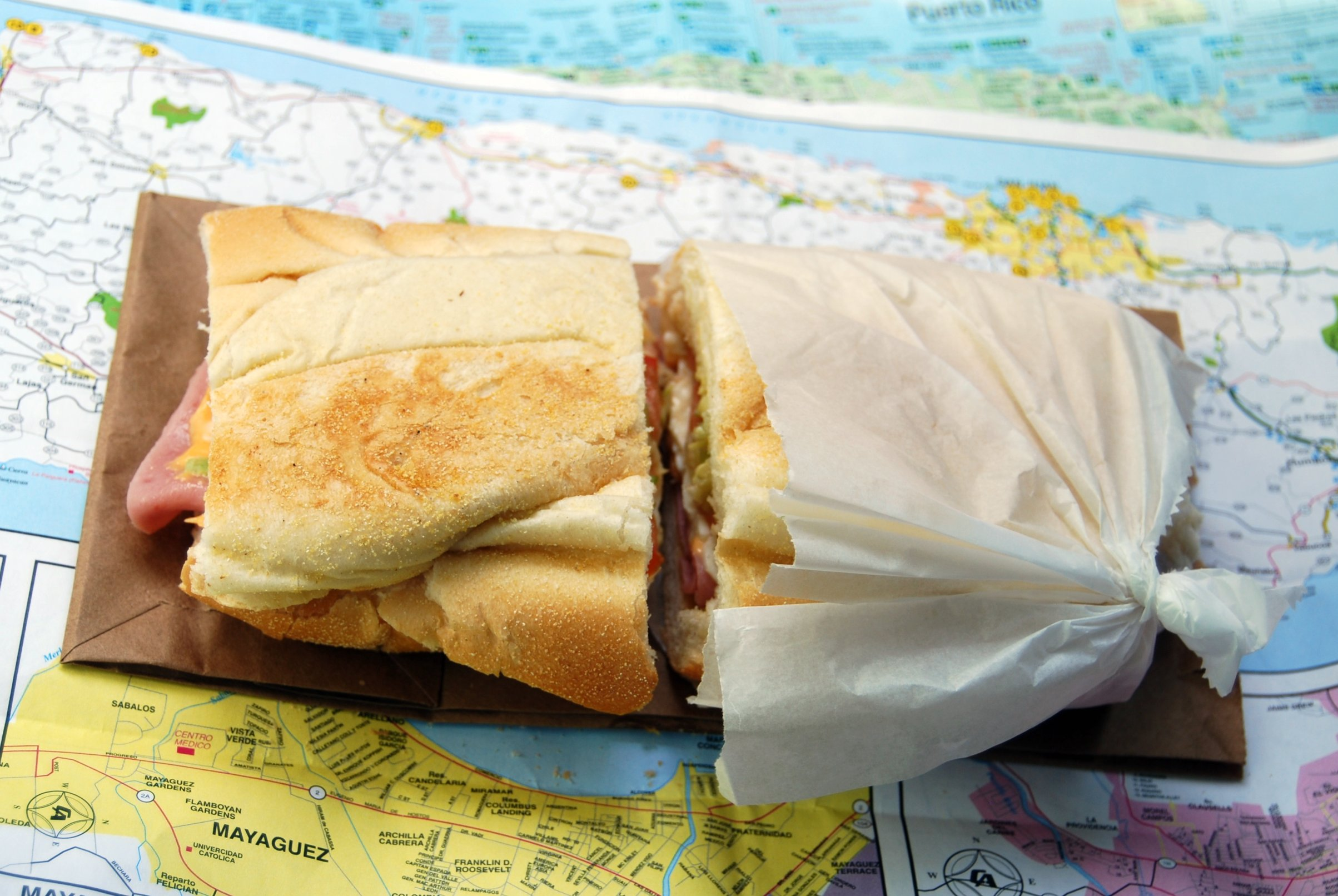
“Ham, Egg and Salad Sandwich”火腿、雞蛋、沙律三文治

## 外部連接
维基共享资源上的相關多媒體資源：火腿雞蛋包